# Шопінг (фільм, 1994)
«Шо́пінг» (англ. Shopping) — британська кримінальна екшн-драма 1994 року, написана і знята Полом В. С. Андерсоном у його режисерському дебюті. Це була перша головна роль актора Джуда Лоу, який на зйомках фільму познайомився зі своєю майбутньою дружиною Сейді Фрост.

## Синопсис
Біллі виходить з в'язниці, але поліція впевнена, що він повернеться. І дійсно, як тільки його дівчина забирає його, вони викрадають BMW, що призводить до тривалої погоні, в якій Біллі знущається з поліції, щоб та його спіймала.

## Акторський склад
| Актор           | Роль           |
| --------------- | -------------- |
| Джуд Лоу        | Біллі          |
| Сейді Фрост     | Джо            |
| Шон Пертві      | Томмі          |
| Фрейзер Джеймс  | Бі Боп         |
| Шон Бін         | Веннінг        |
| Маріанна Евелін | Бев            |
| Джонатан Прайс  | Конвей         |
| Ральф Айнесон   | Дікс           |
| Імонн Вокер     | Пітерс         |
| Джейсон Айзекс  | маркет-трейдер |

## Саундтрек
- The Sabres of Paradise – Theme
- Smith & Mighty  – Drowning Man
- The Disposable Heroes of Hiphoprisy – Water Pistol Man
- Senser – No Comply
- Stereo MC's – Wake Up
- Barrington Pheloung – Hunters and Hunted
- James Vs The Sabres of Paradise – Honest Joe (Spaghetti Steamhammer Mix)
- Credit to the Nation – Call It What You Want
- Kaliphz – Vibe Da Joint
- Utah Saints – I still think of you
- Wool – The Witch
- Perfecto – Rise
- One Dove – Why don't you take me
- Barrington Pheloung – Billys Theme
- Shakespears Sister – Waiting
- Barrington Pheloung – Climb Down To Crash
- Orbital – Crash and Carry (a.k.a. The Meet)
- Salt-n-Pepa – Heaven or Hell
- EMF – Don't Look Back
- Barrington Pheloung – Tread The Thin Line
- Utah Saints – Highlander (not on soundtrack album)

## Рецепція
Channel 4 написав неоднозначну рецензію на фільм, заявивши, що «запозичення з “Той, що біжить по лезу” та “Готем-Сіті” допомогли режисерові побудувати своє бачення розділеної країни. Хоча брак витонченості затьмарює його наміри, режисер створює витончену, захоплюючу історію, яка, ймовірно, найкраще запам'ятається як перший фільм Джуда Лоу».
Фільм був показаний 24 червня 1994 року на 26 екранах у Великій Британії та зібрав 33 277 фунтів стерлінгів у перші вихідні.
У США та Канаді він зібрав 3061 долар.